# Font Ranó
Font Ranó és una masia de Sant Agustí de Lluçanès (Osona) inclosa a l'Inventari del Patrimoni Arquitectònic de Catalunya.

## Descripció
Edifici de planta rectangular i teulat a doble vessant construït en diverses fases segons es desprèn de l'estructura dels murs. Els murs són fets de pedres irregulars i morter amb algunes modificacions en ciment i d'altres fetes amb maó. La construcció presenta tres pisos i les obertures que es conserven en els murs tenen llindes també de pedra. El quart superior dret de la casa és modern i fet d'obra.

## Història
En una de les finestres de la part davantera de la casa es conserva una llinda amb la data 1794 i a la part del darrere se'n conserva una altra amb la data 1852, dates de diverses construccions.